# Pietro I di Narbona
Pietro di Narbona (XI secolo) è stato un vescovo francese.
Fu vescovo di Albara a sud-est di Antiochia dal 1098 al 1100 dopo che i crociati guidati da Roberto di Normandia conquistarono la città abitata principalmente da musulmani. Pietro fu ordinato vescovo con il titolo di Pietro I di Narbona da Giovanni l'Ossita, il Patriarca greco-ortodosso di Antiochia. L'investitura fu fatta dal Patriarca perché non esisteva un vescovado ortodosso già stabilito ad Albara ora che era popolata da cristiani. L'elevazione del nuovo vescovo latino segnò l'inizio di una Chiesa latina residente in Oriente, fortemente incoraggiata dai crociati interessati a sostituire gli ecclesiastici greci locali con quelli latini.
L'incarico di Pietro di Narbonne fu un precursore del Patriarcato latino di Antiochia eretto due anni dopo ad Antiochia guidato da un Patriarca latino, il primo dei quali Bernardo di Valence nominato primo Patriarca latino di Antiochia, che avrebbe governato dal 1100 al 1135.